# 通道站
通道站位于中华人民共和国湖南省怀化市通道侗族自治县县溪镇，是焦柳铁路上的火车站，建于1978年。车站是办理客货运业务的中间站，由广州铁路集团怀化车务段管辖。

## 车站结构
通道站设有基本站台1座、中间站台1座和到发线3条，站房同侧南端设有小型货场1处，内有1条货物线。
1980年通道贮木场修建木材专用线，在车站北端咽喉接轨:293。焦柳铁路电气化工程中将原木材专用线改建为综合工区检修线。

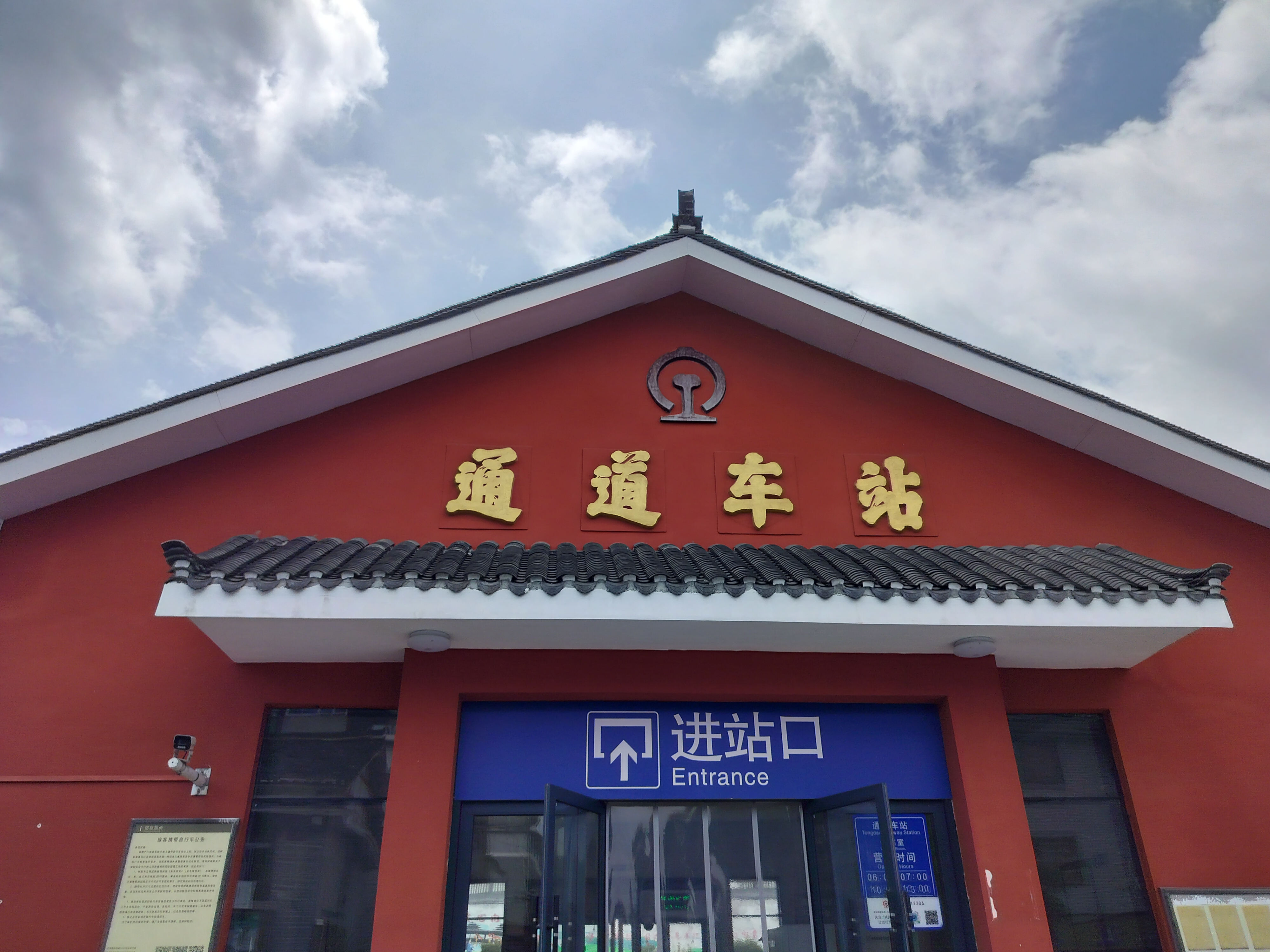
车站出站口
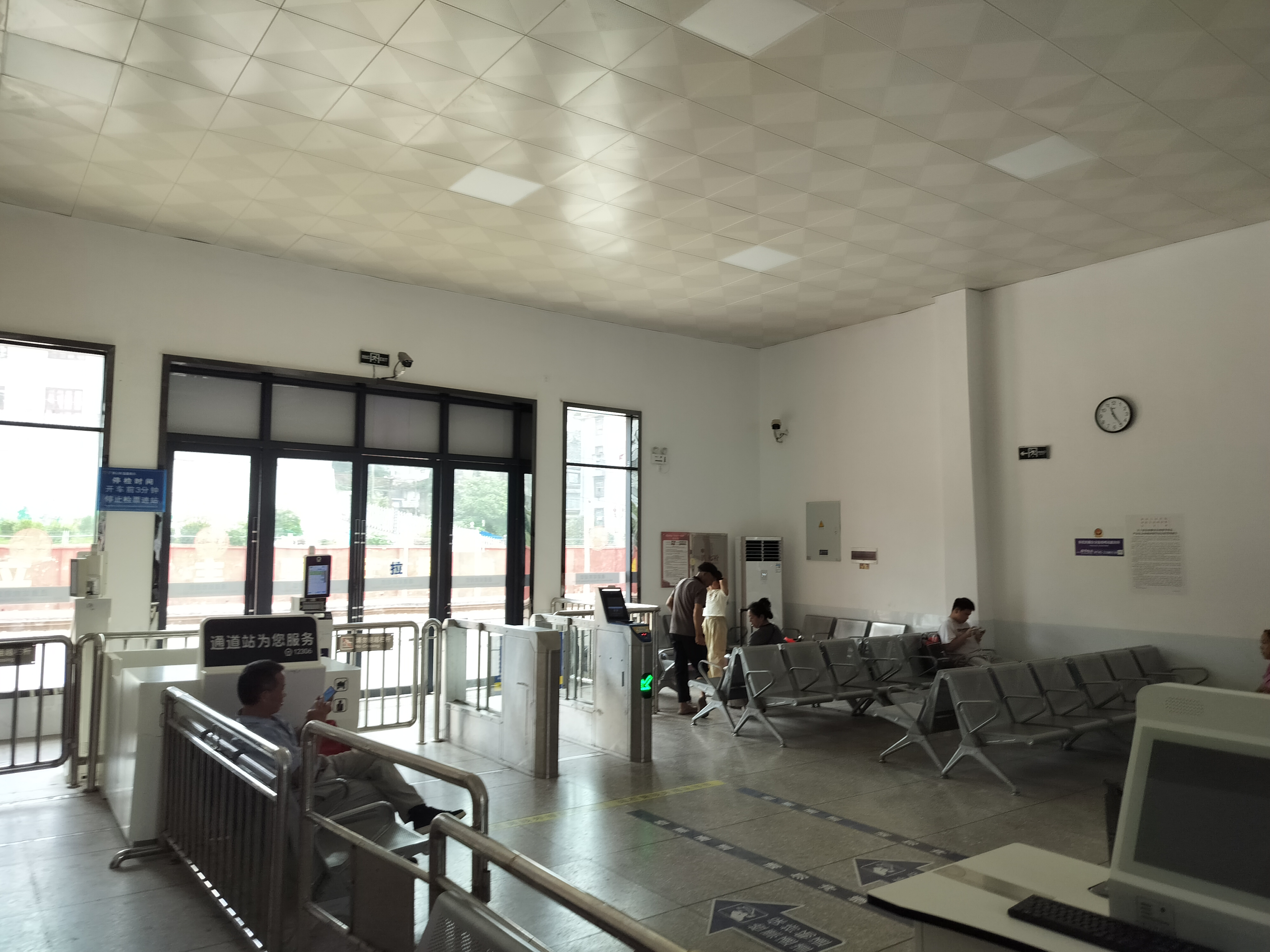
通道车站候车室
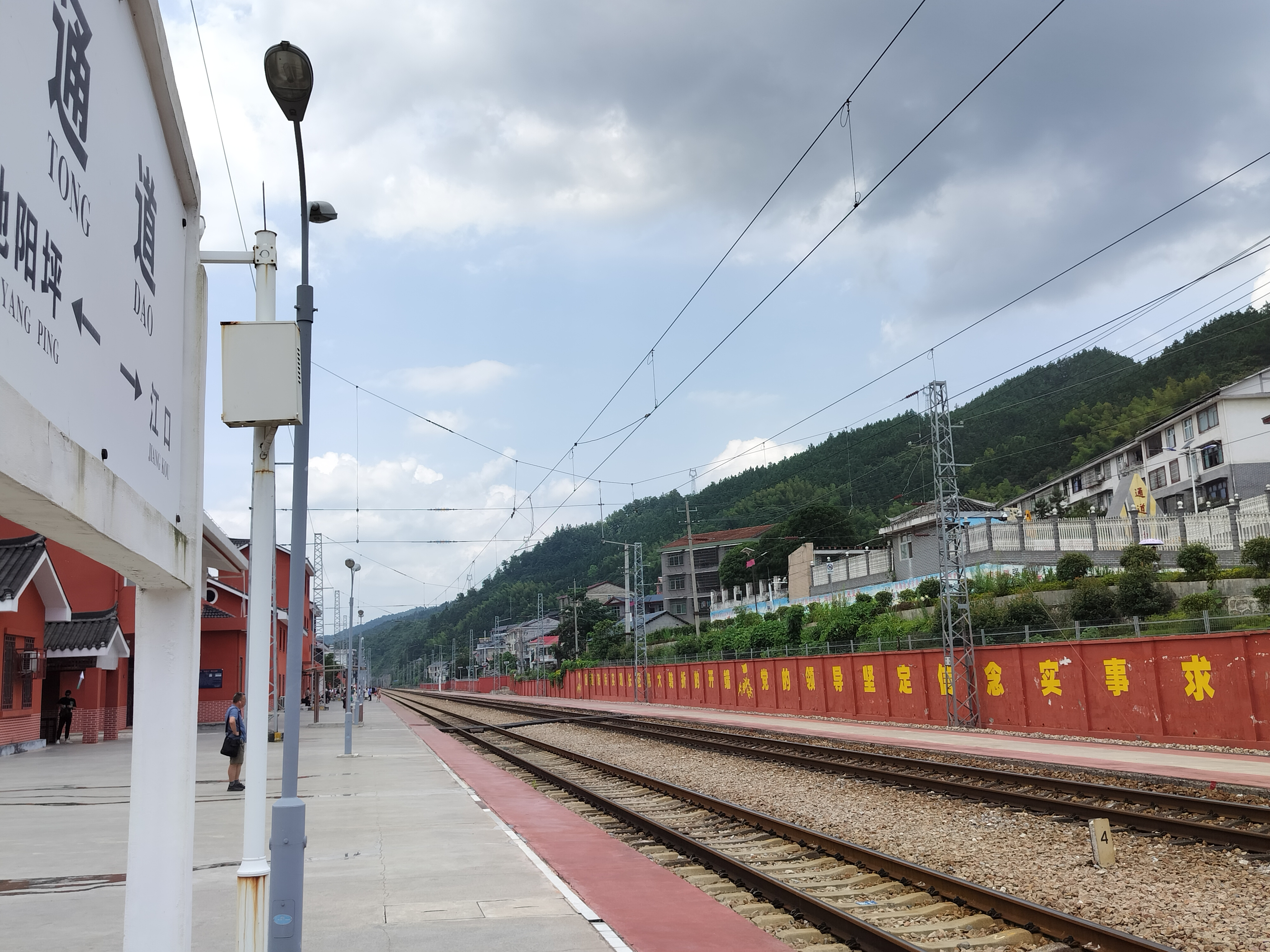
通道车站站台